# Losslesscut
LosslessCut ist eine freie, plattformübergreifende Videoschnittsoftware, die zahlreiche Audio-, Video- sowie Containerformate unterstützt.
Im Kern ist LosslessCut eine grafische Benutzeroberfläche für das Multimedia-Framework FFmpeg, insbesondere nutzbar unter MacOS, Windows und Linux und unterstützt damit alle von FFmpeg unterstützten Formate. Die Software fokussiert auf die verlustlose Bearbeitung der Videodateien. Durch das Kopieren von ausgewählten Bildsequenzen in die Zieldatei ohne Transcodierung oder neues Rendern ist das finale Erstellen der Zieldatei sehr schnell.
Ausschließlich verlustfreies Kopieren wird erreicht, wenn die Quelldatei nur an Referenzframes einer Bildergruppe (GOP) geschnitten wird, dies wird bei der Bedienung des Programms entsprechend visualisiert.
Die Software ist klein und portabel, sie lässt sich ohne vorherige Installation von einem externen Speichermedium starten. Der FFmpeg-Framework muss auf dem ausführenden Rechner vorhanden sein.

## Funktionsumfang
Wesentliche Funktionen der Software sind:
- Videos schneiden und Szenen in wählbarer Reihenfolge neu zusammenfügen[3]
- Ton- oder Untertitelspur von Video trennen bzw. neue Spur hinzufügen[5]
- Aneinanderfügen mehrerer Tracks mit gleichen Codec-Parametern[6]
- Multiplexen in wählbares Containerformat
- Speichern von Einzelbildern (Snapshots) im JPG oder PNG-Format
- Justage der Metadaten zur Rotation bzw. Orientierung des Videos
- Zoomfähige Timeline mit Annotation der Referenzframes sowie Sprungfunktionen
- Anzeige von Thumbnails des Videos und der Wellenform der Tonspur
- Liste der Schnittsegmente anzeigen, benennen und umsortieren
- Automatisches Sichern der Schnittliste im CSV-Format, Im- und Export von Schnittlisten
- Anzeige der erzeugten FFmpeg-Kommandozeile für individuelle Anpassungen
- Kapitel im Video erstellen in das Video integrieren